# دولت (نقاش)

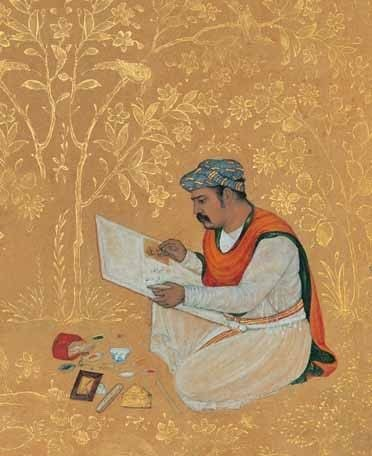
پرترهٔ دولت از خودش در حدود ۱۶۱۰ میلادی، از مرقع گلشن، کتابخانه کاخ گلستان، تهران.

محمد دولت (اختصاراً دولت) یک هنرمند برجسته در نقاشی گورکانی بود که در حدود ۱۵۹۵ تا ۱۶۳۵–۱۶۴۰ در کارگاه‌های شاهنشاهی هندوستان در زمان اکبر، جهانگیر و شاه جهان فعالیت داشت. او کار خود را با نقاشی صحنه‌های بزرگ روایی آغاز کرد، سپس در پرتره‌ها تخصص یافت اما بعداً به صورت حرفه‌ای به تذهیب و تزئین مینیاتور اشتغال یافت.

## زندگی و حرفه

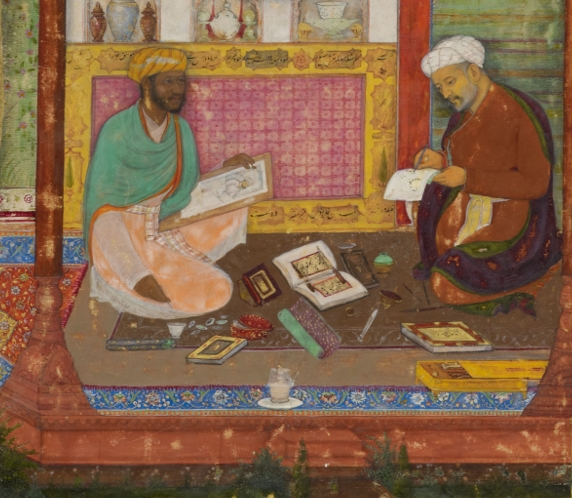
جزئیات مینیاتور انجامه اضافه شده به خمسه نظامی (کتابخانه بریتانیا، شماره ۱۲۲۰۸) اثر دولت که نشان می‌دهد او (سمت چپ) نقاشی خطاط عبدالرحیم را می‌کشد.

پدرش، لعل، در دربار شاهنشاهی خدمت می‌کرد و به احتمال زیاد به عنوان یکی از هنرمندان پرشمار کارگاه شاهنشاهی بوده. دولت در آنجا آموزش دید و تا اواسط دهه ۱۵۹۰ به عنوان یک نقاش فعالیت داشت و در کل دوران حرفه‌ای خود همان‌جا باقی ماند. برادرش داوود نیز هنرمندی بود که معمولاً در کتیبه‌ها و تاریخ هنر از او با عنوان «داوود ، برادر دولت» یاد می‌شود. وی مانند گوردهن، دیگر متخصص اصلی پرتره آن دوره، تحت تأثیر باساوان قرار داشت.
پروژه‌های مهمی که وی در دهه ۱۵۹۰ به آن کمک کرد شامل نسخه‌ای از اکبرنامه که در کتابخانه بریتانیا موجود است، نسخه رزم‌نامه پراکنده اکبر و نسخه بابر نامه موجود در دهلی نو (۴ مینیاتور) بودند. در قرن بعد، او به پادشاه‌نامه و آلبوم گئورگیان نیز پیوست.
دولت حتی در کارهای اولیه خود «خودآگاهی غیرمعمولی» از خود نشان می‌دهد. دو سلف پرتره قابل شناسایی وجود دارد که هر دو بنا به درخواست امپراتور کشیده شده و همچنین پرتره از دیگر همکاران هنرمند ساخته شده‌است و برخی از مهمترین مینیاتورهای وی حاوی امضاهای کوچکی است که در میان جزئیات نقاشی پنهان شده‌اند، به عنوان مثال روی کمربند یک سرباز در یک مینیاتور بابر نامه. در یک امضا «محمد دولت، پسر لعل» نوشته شده‌است و در دیگری او خود را «کمترین متولد خانه» توصیف می‌کند که نشان می‌دهد پدرش در دربار کار می‌کند. این اصطلاحات برای نشان دادن فروتنی در دربار گورکانیان فارسی‌زبان رایج بوده. گرچه دولت این موارد را بیش از دیگران رعایت کرده. کتیبه او در صفحه مرقع گلشن با عکس شخصی خودش به پایان می‌رسد «نوشته شده توسط فرومایه، نیازمند، ناچیز، دولت». این در حالی است که نام او به معنای رونق و حکومت هم هست.

## سبک
سبک دولت چنین توصیف شده‌است: «با خوشه‌هایی از شکل‌های بزرگ و شانه‌های باریک و یک پالت روشن که با سایه زدن کانتور مشخص تشدید می‌شود. انواع صورت او کاملاً منفرد است، اما از ویژگی‌های تیره، گونه‌های پر و چشمان بزرگ و خیره برخوردار است، که دومی اغلب به بیننده خیره می‌شود.»
پرتره دوتایی او در خمسه نظامی (کتابخانه بریتانیا، اور. ۱۲۲۰۸) سالها بعد، به درخواست خاص جهانگیر، به صورت افتخاری، به کتاب اضافه شد. متن مربوط به تاریخ ۱۰۰۴ هجری قمری (۹۶/۱۵۹۵ م) است و مینیاتورهای اصلی روایت مربوط به همان دوره است، در حالی که مینیاتور انجامه‌ی اضافه شده احتمالاً مربوط به ۱۶۰۹–۱۰۱۰ است. به نظر نمی‌رسد که دولت در مینیاتورهای اصلی سهیم بوده باشد، اگرچه اکنون برخی از آن‌ها مفقود شده‌اند. پرتره خوشنویس احتمالاً متعلق به پس از مرگ اوست، گرچه دولت می‌خواست او را در هنگام زنده بودن بشناسد. این صفحه به دنبال برخی دیگر از نسخه‌های خطی مغول در ارائه یک انجامه تصویری نشان می‌دهد که یک جفت مرد در کارگاه کتابت شاهنشاهی در حال کار بر روی تخصص‌های خود، خوشنویسی و نقاشی هستند و در یک مورد با ورق زدن آن ورق کاغذ تهیه می‌کنند (معمولاً در عصر گورکانیان برای صفحات لوکس خطی تمرین می‌کردند).
صفحهٔ دولت در آلبوم گلشن یک مرقع ساخته شده برای جهانگیر است و اکنون در کتابخانه کاخ گلستان تهران نگهداری می‌شود؛ این برگه دارای حاشیه‌های طلایی گسترده‌ای است که شامل هفت پرتره از کارمندان دربار، پنج تصویر نشان داده شده، نقاشی یا خواندن است. یکی از این‌ها، سلف پرتره دولت است. در کتیبه دولت آمده‌است که این کار نیز به درخواست خاص امپراتور کشیده شده‌است.

## نگارخانه

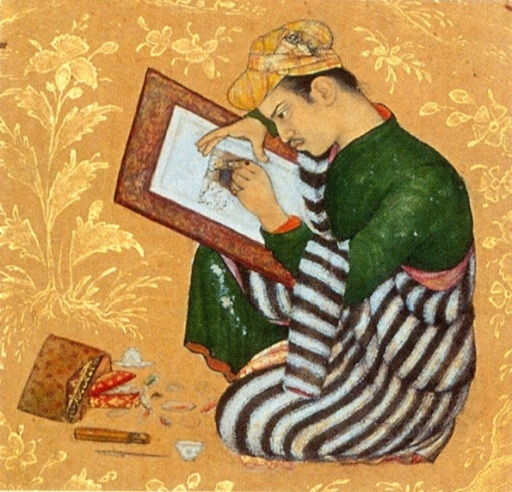
پرتره ابوالحسن ، از مرقع گلشن ، ح. ۱۶۱۰ ، کتابخانه کاخ گلستان تهران
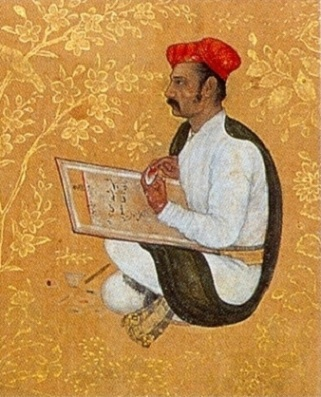
پرتره بیشانداس ، ح. ۱۶۱۰ ، از همان صفحه
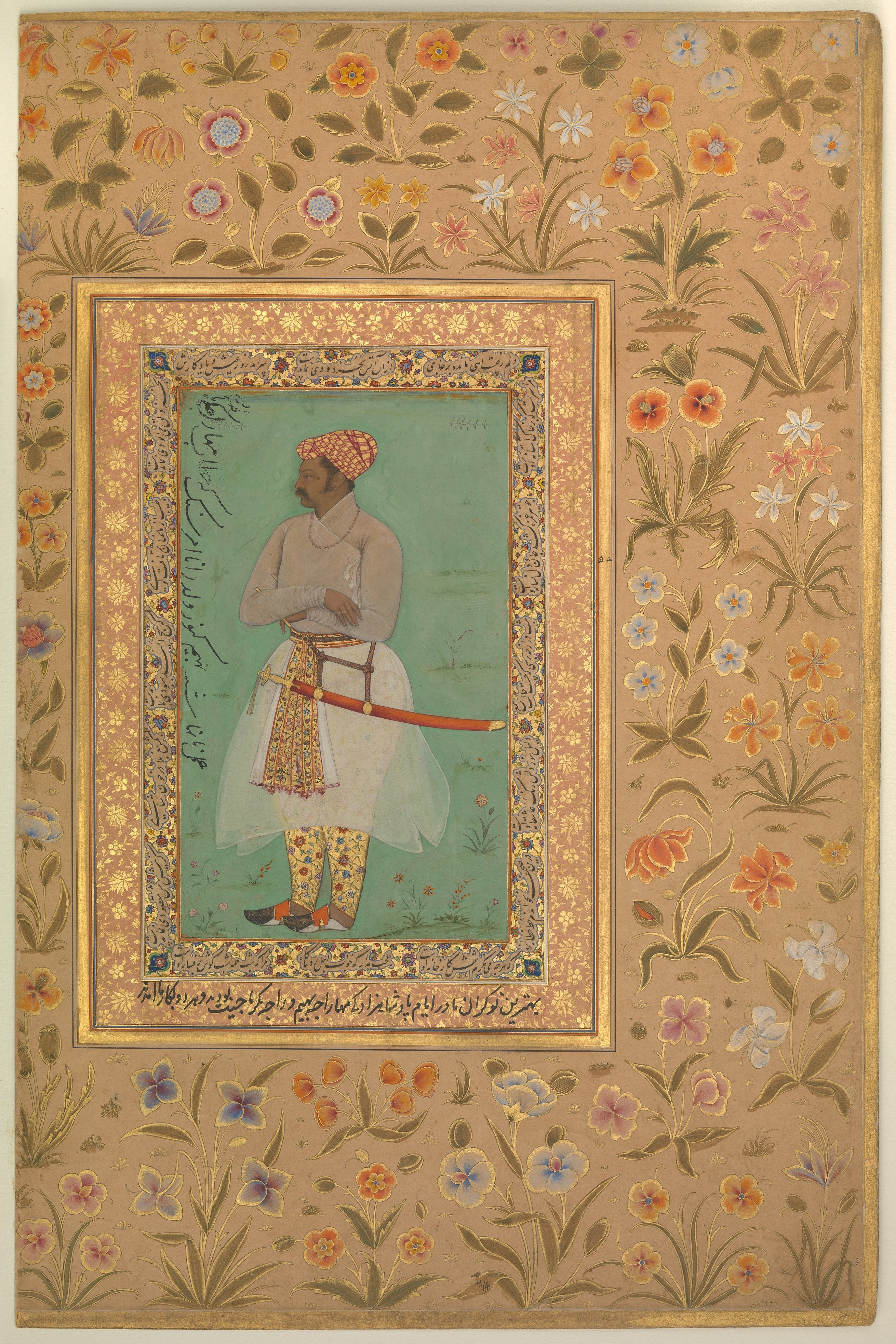
تصویر مهاراجا بهیم کنور پسر امر سینگ از موار ، در آلبوم گئورگیان ، یک مرقع (آلبوم) ، ح. ۲۹ - ۱۶۱۵
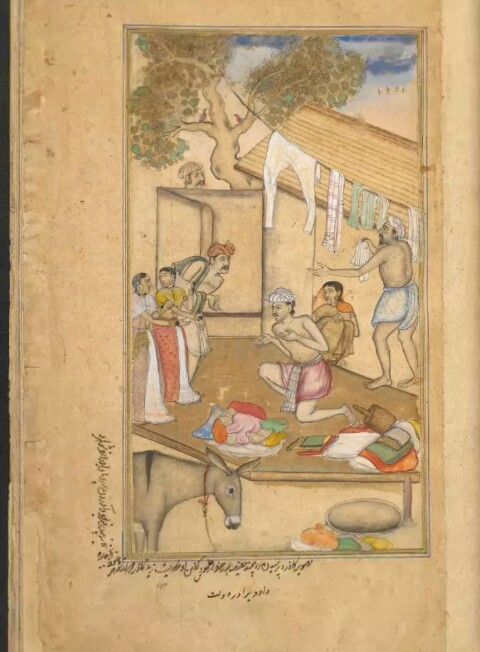
صفحه ای نوشته شده "داود ، برادر دولت" ، در رزم‌نامه کتابخانه بریتانیا ، ح. ۱۵۹۹